# Saburō Kawamoto
Saburō Kawamoto (川本 三郎, Kawamoto Saburō, né le 15 juillet 1944) est un critique de cinéma et de littérature japonais, ainsi qu'un professeur à l'université Rikkyō.
Après avoir obtenu son diplôme de l'université de Tokyo, il travaille pour le Asahi Shimbun avant d'en partir en 1972 pour devenir critique. Il a contribué à faire connaître Haruki Murakami.
En 1991, il remporte le prix Suntory pour son livre Taishū Genei. En 1997, il reçoit le Prix Yomiuri pour Kafū et Tokyo. En 2012, le prix Sei Itō récompense Hakushu Bōkei.

## Œuvres
- Taisho illusions (大正幻影)
- Ma dernière page: une histoire des années 60 (マイ・バック・ページ ある60年代の物語)